# Idioptera
Idioptera es un género de dípteros nematóceros perteneciente a la familia Limoniidae. Se distribuye por Europa y Norteamérica.

## Especies
- Contiene las siguientes especies:
- I. fasciolata (Osten Sacken, 1869)
- I. linnei Oosterbroek, 1992
- I. mcclureana (Alexander, 1938)
- I. nearctica (Alexander, 1966)
- I. pulchella (Meigen, 1830)